# In einem Atem
In einem Atem ist ein deutscher Spielfilm der DEFA von Dietmar Hochmuth aus dem Jahr 1988, frei nach einer Erzählung von Wladimir Makanin.

## Handlung
Der 24-jährige Andreas hat nach seinem Studium einen Vertrag für drei Jahre unterschrieben, um für eine DDR-Firma auf einer Tunnelbaustelle als Ingenieur in den bulgarischen Rhodopen zu arbeiten. Eines Tages bekommt er dort von seinem Freund aus Berlin die Nachricht, dass seine Freundin Sabine einen Neuen hat, einen Wasserballspieler, den sie in Kürze heiraten will. Rasend vor Wut erzwingt Andreas von seinem Vorgesetzten 10 Tage Urlaub und macht sich auf den Weg nach Berlin, um seine Freundin von diesem Schritt abzuhalten.
Er findet für die erste Nacht eine Unterkunft bei seinem Freund und ehemaligen Studienkollegen Robert und erfährt von diesem, dass Sabine jetzt bei ihrem zukünftigen Ehemann in der Oranienburger Straße wohnt, wohin er sich umgehend, mitten in der Nacht, auf den Weg macht. Beim Zusammentreffen der beiden zog Andreas eindeutig den Kürzeren. Am nächsten Morgen lauerte er an ihrer Haustür und verfolgte sie bis zur Arbeitsstelle, in der auch seine, für den Bulgarieneinsatz verantwortliche Abteilung war. Er schaffte es auch bis zu Sabine vorzudringen, fand aber kein Verständnis für sein Anliegen. Am nächsten Tag musste er das Betriebsgebäude verlassen, da er dort heimlich übernachtet hat. Nun hatte er mehrere Probleme: Keine Unterkunft in Berlin und kein Geld, da sein Betrieb ihm keinen Vorschuss geben wollte. Am Nachmittag wartete Andreas wieder auf Sabine und bedrängte sie weiter. Während er vor einem Auto landete und sie sich um ihn sorgte, verkannten die Sanitäter des herbeigerufenen Rettungswagens die Situation und brachten Sabine in ein Krankenhaus. Hier wurde bei ihr Gelbsucht diagnostiziert und sie wurde in eine geschlossene Quarantäne-Abteilung eingewiesen. Alle seine zahl- und einfallsreichen Versuche sie wieder für sich zu gewinnen, schlugen fehl. Aber auch der Wasserballer konnte nicht sein Ziel erreichen, denn inzwischen hatte sich Sabine in den behandelnden Arzt verliebt. Nun sah Andreas auch endlich ein, dass sein Unternehmen zwecklos war, und er flog wieder zurück auf seine Tunnelbaustelle.
Am Schluss des Films folgende Szene: Jahre später wird ein Durchschnittsbüromensch im korrekten Anzug und mit Aktenkoffer gezeigt, mit eigenem Auto und ein guter Familienvater mit Frau und Kind. Man sieht, aus dem Manne ist die Luft raus, er ist gezähmt und die Jugend ist vorbei. Beim Anblick eines jungen verliebten Paares steht ihm die Frage ins Gesicht geschrieben: Da war doch noch was?

## Produktion
Die Drehorte in Berlin waren u. a.: Sport- und Erholungszentrum, Krankenhaus Friedrichshain, Oranienburger Straße, Chausseestraße, Alexanderplatz und Schönhauser Allee. Steffen Menschings ständiger Bühnenpartner Hans-Eckardt Wenzel sowie auch Reinhold Andert (alle Mitglieder der Liedermacherszene) waren in kleinen Rollen zu sehen.
In einem Atem wurde von der Künstlerischen Arbeitsgruppe „Babelsberg“ auf ORWO-Color gedreht und hatte am 3. November 1988 im Berliner Kino International Premiere. Die Erstausstrahlung im 1. Programm des Fernsehen der DDR erfolgte am 20. September 1989.
Im S3 Fernsehen wurde der Film am 2. April 1990 gesendet.

## Kritik
Detlef Friedrich von der Berliner Zeitung schrieb: „Staccato, schön und intelligent, fing es an. Ideen, Witz, Frische, Charme, Hintergründigkeit und Atmosphäre, bis nach der ersten halben Stunde die Luft ausblieb, Kurzatmigkeit einsetzte. Man hat zuviel gewollt und es nicht gekonnt“. Für Helmut Ulrich von der Neuen Zeit hat die Geschichte mehr Hektik als Substanz. Die Stationen des Liebesleidensweges wirken oft sehr konstruiert. Die satirischen Momente sowie auch die Gags werden nicht sicher gehandhabt und bringen deshalb auch nicht den gewünschten Effekt. Obwohl die Geschichte teils grotesk und teils realistisch ist, bewegt sie sich aber meistens etwas unentschieden dazwischen, läuft zwar auf vollen Touren, jedoch im Leerlauf des Beliebigen und Zufälligen. Das Lexikon des internationalen Films schrieb, dass die „Liebeskomödie, die einiges Tempo vorlegt, der jedoch rasch der Atem ausgeht; leidlich unterhaltsam, aber schauspielerisch und inszenatorisch nicht überzeugend.“